# Похититель детей (фильм, 1991)
Это статья о фильме 1991 года. Об одноимённом фильме 1992 года см. «Похититель детей».
«Похититель детей» (фр. Le Voleur d’enfants) — художественный фильм французского кинорежиссёра Кристиана де Шалонжа с Марчелло Мастроянни в главной роли. Фильм снят по мотивам романа Жюля Сюпервьеля «Похититель детей», опубликованного в 1926 году.

## История создания
Съёмки фильма проходили с середины апреля до конца мая 1991 года. Замысел картины возник ещё в 1986 году, когда Мастроянни, прочитав роман Сюпервьеля, согласился сыграть главную роль. Однако он был постоянно занят в других фильмах, и освободился лишь к весне 1991 года. К тому же сначала предполагалось, что фильм будет снят британским режиссёром на английском языке, что не нравилось актёру. В результате Мастроянни признавался, что роль Бига была написана словно специально для него (фр. J'ai toujours eu l'impression que ce rôle avait été écrit pour moi).
Для Виржини Ледуайен, которой во время съёмок было 14 лет, первый «экранный поцелуй» произошёл в сцене с Мастроянни, который был на 50 с лишним лет старше. Спустя много лет актриса вспоминала этот поцелуй как очень целомудренный, отметив, что Мастроянни был смущён едва ли не больше, чем она сама.

## Сюжет
Действие происходит в Париже. Двое беспризорных мальчишек-близнецов крадут из театра костюмы обезьян и, надев их, убегают в парк. За ними следит немолодой мужчина, который уводит их к себе домой, в огромную квартиру, где он живёт с женой Диспозорией и многочисленными детьми (все они мальчики разных возрастов). Близнецы становятся их девятым и десятым ребёнком: мужчина, аргентинский полковник Бига, уже давно занимается тем, что крадёт на улицах детей, которые несчастны, чтобы сделать их своими и обеспечить им счастливую жизнь. Жена напоминает ему, что это незаконно, но пока Бига удаётся избежать конфликтов с полицией.
Бига также давно наблюдает за мальчиком по имени Антуан, который живёт с мамой, но в основном им занимается няня. Он анонимно посылает Антуану игрушки. Однажды в зоопарке Бига отвлекает Антуана от няни и также приводит домой, говоря, что в любой момент отведёт его к маме, если тот захочет. Ночью Антуан решает идти к маме, но, подойдя к дому, видит, что все уже спят. Он забирает выпавшую из окна черепашку и возвращается к Бига, заявляя, что останется у него.
Бига проводит много времени с детьми, в том числе рассказывая им о Южной Америке и о том, что когда-нибудь они тоже совершат путешествие через океан. Снимая с новых детей мерки, он по ночам сам шьёт им одежду на швейной машинке. По ночам полковнику снятся беспокойные чёрно-белые сны, в которых детская коляска катится вниз по огромной лестнице и вот-вот перевернётся. Также Бига мечтает о девочке, которая стала бы сестрой остальным детям. Он ищет по улицам подходящую девочку, но по разным причинам забрать ни одну из них не удаётся. Однажды на представлении в том же театре, владельца которого Армана полковник давно знает, случается скандал из-за того, что Арман выступал в роли дьявола-искусителя. Толпа наседает на театр, и Арман решает бросить театр и скрыться. Однако перед этим он просит Бига позаботиться о его дочери-подростке Габриэль. Бига соглашается и приводит Габриэль домой, чувствуя, что влюбляется в неё. Габриэль также начинает проявлять интерес к полковнику, на неё же в свою очередь обращает внимание Жозеф, старший из сыновей Бига, отличающийся строптивым нравом.
Хотя Габриэль мечтает, чтобы полковник пришёл ночью в её комнату, он борется с искушением. Жозеф же однажды ночью врывается к девушке, о чём наутро догадывается Бига. Он выгоняет Жозефа, пишет завещание и пытается покончить с собой, но безуспешно. Когда Габриэль сообщает, что ждёт ребёнка, полковник и его жена счастливы. Вся семья отправляется в путешествие в Аргентину, к ним присоединяется Арман в роли кинооператора. Во время плавания у Габриэль рождается ребёнок.

## В ролях
- Марчелло Мастроянни — полковник Бига
- Анхела Молина — Диспозория, жена полковника
- Мишель Пикколи — Арман, иллюзионист, владелец театра
- Виржини Ледуайен — Габриэль, его дочь
- Сесиль Паллас — мать Антуана
- Нада Странкар — Роза, няня Антуана
- Луи Ивен — Жозеф